# ۶۱۸ (پیش از میلاد)
۶۱۸ (پیش از میلاد) ۶۱۸مین سال قبل از تقویم میلادی است.